# Канджира
Канджира — ударный музыкальный инструмент, бубен, используемый в южноиндийской музыке. Имеет высокий звук. Известен не так давно, в классической музыке используется с 1930-х гг. На канджире обычно играют в ансамбле народных инструментов, с мридангой.
Мембрана инструмента изготовлена из шкуры ящерицы. Она натянута с одной стороны на деревянную рамку из древесины джекфрута, 17-22 см. в диаметре и 5-10 см глубиной. Другая сторона остаётся открытой. На рамке имеется одна пара металлических тарелочек.